# (Don't Go Back To) Rockville
«(Don't Go Back To) Rockville» és el quart senzill de la banda estatunidenca de rock alternatiu R.E.M., el segon i darrer senzill del segon àlbum d'estudi de la banda, Reckoning. Es va publicar el 16 d'octubre de 1984 dins el segell I.R.S. Records.

## Producció
La lletra de la cançó va ser escrita per Mike Mills l'any 1980 com una súplica cap a la seva xicota de llavors, Ingrid Schoor, per no tornar a Rockville, on vivien els seus pares. La mateixa Schorr, però, va assegurar posteriorment que la lletra tenia moltes imprecisions respecte la seva relació amb Mills. Inicialment van interpretar la cançó amb estil punk i thrash, però finalment la van enregistrar amb un estil d'inspiració country. Malgrat que en l'enregistrament el cantant principal és Michael Stipe i Mills s'encarrega de les veus addicionals, en directe acostumen a intercanviar-se els papers. Una versió en directe de la cançó es va incloure com a cara-B del senzill «Leaving New York» (2004), i també en l'àlbum R.E.M. Live (2007).

## Llista de cançons
Totes les cançons foren escrites i compostes per Bill Berry, Peter Buck, Mike Mills, i Michael Stipe. 
| 1. | «(Don't Go Back To) Rockville» (edit)                                                              | 3:55 |
| 2. | «Wolves, Lower»                                                                                    | 4:14 |
| 3. | «9-9» (directe al Theater El Dorado, París, França, 20 d'abril de 1984) (només 12")                |      |
| 4. | «Gardening at Night» (directe al Theater El Dorado, París, França, 20 d'abril de 1984) (només 12") |      |

| 1. | «(Don't Go Back To) Rockville» (edit)                                         | 3:55 |
| 2. | «Catapult» (directe al Music Hall, Seattle, Estats Units, 27 de juny de 1984) |      |